# Polityka rowerowa
Polityka rowerowa – opublikowany plan rozwoju opisujący dalekosiężne cele rozwoju infrastruktury rowerowej w mieście lub regionie. Może obejmować drogi rowerowe, velostrady, trasy rowerowe, parkingi dla rowerów i integrację z transportem publicznym jako sposoby promowania jazdy na rowerze jako opłacalnej opcji transportu.
Marcin Hyła w swojej książce: Polityka rowerowa polskich miast , proponuje następującą definicję:

Polityka rowerowa to dokument lub zbiór powiązanych dokumentów, które opisują stan
obecny, identyfikują problemy, wskazują mierzalne cele (rozwiązania zidentyfikowanych problemów) i to, jak te cele osiągnąć w określonym czasie, za pomocą jakich narzędzi, procedur
i działań. Kluczową sprawą jest umocowane formalne – dokument taki stanowi uchwałę lub
zarządzenie odpowiedniego organu na podstawie ustawy. Do narzędzi takiej polityki zaliczyć
można standardy rowerowe, zgodne z nimi dokumenty planistyczne, procedury ich stosowania i egzekwowania oraz plany działań identyfikujące problemy i proponujące konkretne
sposoby ich rozwiązania (inwestycje) wraz z szacunkiem kosztów i horyzontem czasowym.

Wiele miast na świecie ma opracowaną politykę rowerową, w tym Seattle, Los Angeles, Portland (Oregon), i Vancouver.  
W Kopenhadze w 2002 roku opublikowano założenia kompleksowej polityki pod nazwą Cycle Policy 2002–2012 kontynuowanej w na następne lata na podstawie dokumentu Good, Better, Best: The City of Copehagen’s Bicycle Strategy 2011–2025. Podstawowe zakładane cele tej polityki to zwiększenie udziału rowerów w transporcie do pracy i szkoły do poziomu 50% wszystkich podróży. Konkretne działania skupiają się na czasie podróży, poczuciu bezpieczeństwa, komforcie oraz stylu życia i wizerunku. Czas podróży zyskał w tym wypadku priorytet ze względu na to, że aż „48% kopenhaskich rowerzystów przyznaje, iż głównym powodem wyboru roweru jest to, że stanowi on najszybszy i najprostszy sposób poruszania się po okolicy”. Dzięki tej polityce już w 2016 roku 56% mieszkańców stolicy Danii dojeżdżało na rowerze, 20% komunikacją miejską, a jedynie 14% samochodem. W 2022 roku odsetek korzystających z roweru przy dojazdach wzrósł do 62%.  
Modele do oszacowania, w jaki sposób jazda na rowerze może poprawić wyniki zdrowotne mieszkańców określonych obszarów spisowych w mieście, zostały opracowane w Norfolk w Wirginii i San Francisco w Kalifornii w celu uwzględnienia głównego planu rowerowego. 

## Polityka rowerowa w Polsce
Również w Polsce wiele miast ma opracowaną strategię rozwoju transportu rowerowego w postaci dokumentu nazwanego polityką rowerową. Pierwszymi miastami posiadającymi opracowaną strategię były: Warszawa (2005), Kielce (2006) i Toruń (2007). W Polsce takie dokumenty również pojawiają się na wyższych szczeblach administracyjnych jak zarząd województw:  dolnośląskie (2017), śląskie (2014). Brak jest jednak globalnej rządowej strategii podobnej do przyjętej przez rządy Holandii, Niemiec czy Danii. 
Według stanu na 2023 r. 15 gmin zadeklarowało posiadanie polityki rowerowej, przy czym definicja tego pojęcia deklarowana przez władze miast nie jest jednolita: Śrem zadeklarował zarządzenie z 2019 r. w sprawie powołania rady rowerowej (zarządzenie prezydenta) jako dokument polityki rowerowej, podobnie jak Bydgoszcz. Koszalin podał uchwałę rady miasta Studium Rozwoju Ruchu Rowerowego w Koszalinie, analogicznie Płock, ale zarządzeniem prezydenta. Gdańsk wskazał program STeR, Poznań szereg dokumentów, w tym Program Rowerowy Miasta Poznania 2017–2022 z perspektywą do roku 2025. 
| Dokument                                                      | Miasta małe | Miasta średnie | Miasta duże | Miasta wojewódzkie | Miasta ogółem |
| ------------------------------------------------------------- | ----------- | -------------- | ----------- | ------------------ | ------------- |
| Polityka rowerowa                                             | 0           | 5              | 10          | 6                  | 15            |
| Standardy techniczne dla infrastruktury rowerowej             | 3           | 15             | 19          | 10                 | 37            |
| Studium lub koncepcja tras rowerowych                         | 19          | 27             | 11          | 7                  | 57            |
| Polityka mobilności                                           | 1           | 1              | 4           | 2                  | 6             |
| Plan Zrównoważonej Mobilności Miejskiej                       | 15          | 21             | 13          | 7                  | 50            |
| Plan Zrównoważonego Rozwoju Publicznego Transportu Zbiorowego | 9           | 50             | 29          | 15                 | 88            |